# Hobo with a Shotgun
Hobo with a Shotgun è un film del 2011 scritto e diretto da Jason Eisener con protagonista Rutger Hauer.
Svariate versioni cinematografiche di Grindhouse hanno incluso un fake trailer aggiuntivo ai 4 fissi, intitolato Hobo With A Shotgun. Il trailer è il vincitore del SXSW Grindhouse Contest indetto da Robert Rodriguez e vinto dai tre registi della Nuova Scozia (Canada) Jason Eisener, John Davies e Rob Cotterill.

## Trama
Un senzatetto senza nome arriva nella città di Hope Town con il sogno di riuscire a mettere da parte 49,95 dollari per comprare un tosaerba e avviare un'attività di giardinaggio. Egli non sa che la città è governata da un sadico boss di nome Drake. Drake ha in mano ogni attività illegale della città e insieme ai suoi due figli Slick (il preferito) e Ivan tratta la città stessa e i suoi abitanti come il proprio "parco giochi" privato sottoponendo le persone che gli si oppongono (e a volte anche abitanti scelti semplicemente a caso) ai suoi giochi sadici che si concludono con la morte tra atroci sofferenze del malcapitato.
Slick e Ivan in particolare si divertono a stuprare le prostitute e a torturare fino alla morte i senzatetto della città; proprio durante un tentativo di stupro ai danni della prostituta Abby, il protagonista del film interviene colpendo Slick e salvando la ragazza; in seguito si reca alla polizia a denunciare il fatto ma scopre che tutta la polizia è corrotta da Drake, pertanto il barbone viene legato a un tavolo e Slick gli incide sul petto con un coltello la parola scum (feccia). Dopo essere stato liberato in un cassonetto di rifiuti, il barbone riesce a ritrovare Abby che per sdebitarsi si offre di ospitarlo per la notte.
Il giorno seguente il senzatetto riesce a procurarsi la cifra di cui ha bisogno e decide finalmente di comprare il tosaerba, tuttavia il negozio viene rapinato mentre lui si trova dentro; decide di prendere un fucile da uno scaffale e uccide i rapinatori. A quel punto paga il fucile e se ne va, dedicando i giorni seguenti a sparare a tutti i criminali della città, arrivando a occupare le prime pagine di tutti i giornali locali. La cosa non passa inosservata a Drake, intento in uno dei suoi passatempi preferiti (guardare belle ragazze seminude uccidere a bastonate un barbone appeso per i piedi), e incarica il figlio prediletto Slick di eliminare il senzatetto, tuttavia consiglia di agire in modo talmente spietato da iniziare a essere temuto e rispettato proprio come suo padre.
Slick rapisce uno scuolabus pieno di bambini e lo incendia con un lanciafiamme, poi compare in televisione rivendicando il massacro e affermando che tutti i bambini della città faranno la stessa fine se la cittadinanza non gli procurerà il corpo del barbone giustiziere vivo o morto. A quel punto in città si scatena una caccia ai senzatetto aizzata dalle forze di polizia corrotte. Il giustiziere si rifugia nuovamente a casa di Abby, i due progettano di scappare insieme ma vengono raggiunti da Slick e Ivan, avvisati da un tossicodipendente debitore di Slick che li aveva visti. Slick inizia a segare il collo ad Abby riducendola in fin di vita, tuttavia il giustiziere (che aveva avuto la meglio in uno scontro con Ivan sottoponendolo a una forte scarica elettrica) interviene catturando Slick e portando di corsa Abby in ospedale dove i medici riescono a salvarle la vita.
Il senzatetto a quel punto spara nei genitali a Slick il quale morirà pochi minuti dopo dissanguato, invece Ivan è sopravvissuto nonostante le ustioni riportate. Drake, dopo la morte dell'amato figlio, perde sempre più la pazienza e convoca una coppia di pericolosissimi cacciatori di taglie chiamati The plague (La peste). Questi due individui riescono a catturare il barbone fuori dall'ospedale e portarlo nell'arena di Drake per sottoporlo a uno dei giochi con cui il boss tortura ed elimina i propri nemici.
Nel frattempo Abby si riprende e si reca nel negozio dove il suo amico aveva acquistato il fucile, si procura armi ed elabora quelle in suo possesso, poi convince la popolazione che i senzatetto non sono dannosi e che il vero male è Drake. Abby riesce a salvare il suo amico minacciando di uccidere suo figlio Ivan che  verrà ucciso da Drake stesso . In seguito Abby uccide  uno dei due cacciatori di taglie, poi riesce a ferire Drake (lei stessa rimane gravemente ferita perdendo una mano) e il senzatetto punta il suo fucile sulla testa del boss. Sopraggiunge anche la polizia che, per proteggere il boss, punta le proprie armi contro il barbone, a loro volta i poliziotti sono sotto tiro della cittadinanza armata che, illuminata dal discorso di Abby, vede finalmente l'occasione per liberarsi del sadico criminale. Il giustiziere sceglie di sparare uccidendo il boss, consapevole che i poliziotti immediatamente dopo apriranno il fuoco, un attimo prima di essere crivellati di colpi dalla popolazione.

## Finale alternativo
Nel finale alternativo, Abby viene catturata e messa in una capsula criogenica, per poi essere liberata e fatta diventare la nuova Grinder (Rip stesso dice che, visto che Abby ha ucciso Grinder, ella doveva sostituirlo).

## Produzione

### Budget
Il budget del film si aggira intorno ai 3 milioni di dollari.

### Riprese
Le riprese del film iniziano il 20 aprile 2010 e si svolgono in Canada, nelle città di Halifax e Dartmouth, entrambe in Nuova Scozia.

## Distribuzione
Il film viene presentato in molti festival cinematografici nel corso del 2011:
- 21 gennaio al Sundance Film Festival (première mondiale)
- 26 febbraio al London FrightFest Film Festival
- 13 aprile all'Amsterdam Fantastic Film Festival
- 4 luglio al Festival Internazionale del cinema di Karlovy Vary
- 3 settembre al L'Étrange Festival
- 16 settembre all'Athens Film Festival
- 17 settembre al Strasbourg European Fantastic Film Festival
- 26 ottobre al Night Visions Film Festival
- 6 novembre all'Iik!! Horror Film Festival
- 12 novembre al Cinemare Film Festival

La pellicola esce al cinema il 25 marzo 2011 in Canada, il 6 maggio negli Stati Uniti d'America ed il 15 luglio in Gran Bretagna, in tutti e tre i paesi in versione limitata di copie.
In altri paesi, tra cui Francia, Svezia, Germania e Finlandia, il film esce in edizione direct-to-video.

## Differenze col fake trailer di Grindhouse
Nel fake trailer di Grindhouse il personaggio di Hobo è interpretato da David Brunt, mentre nel film da Rutger Hauer. Brunt però appare nel film nella veste di un poliziotto corrotto armato di fucile da caccia, nella scena in cui i poliziotti escono per dare la caccia ad Hobo, e grida "We're all dirty cops!".